# Matériau adapté au vide

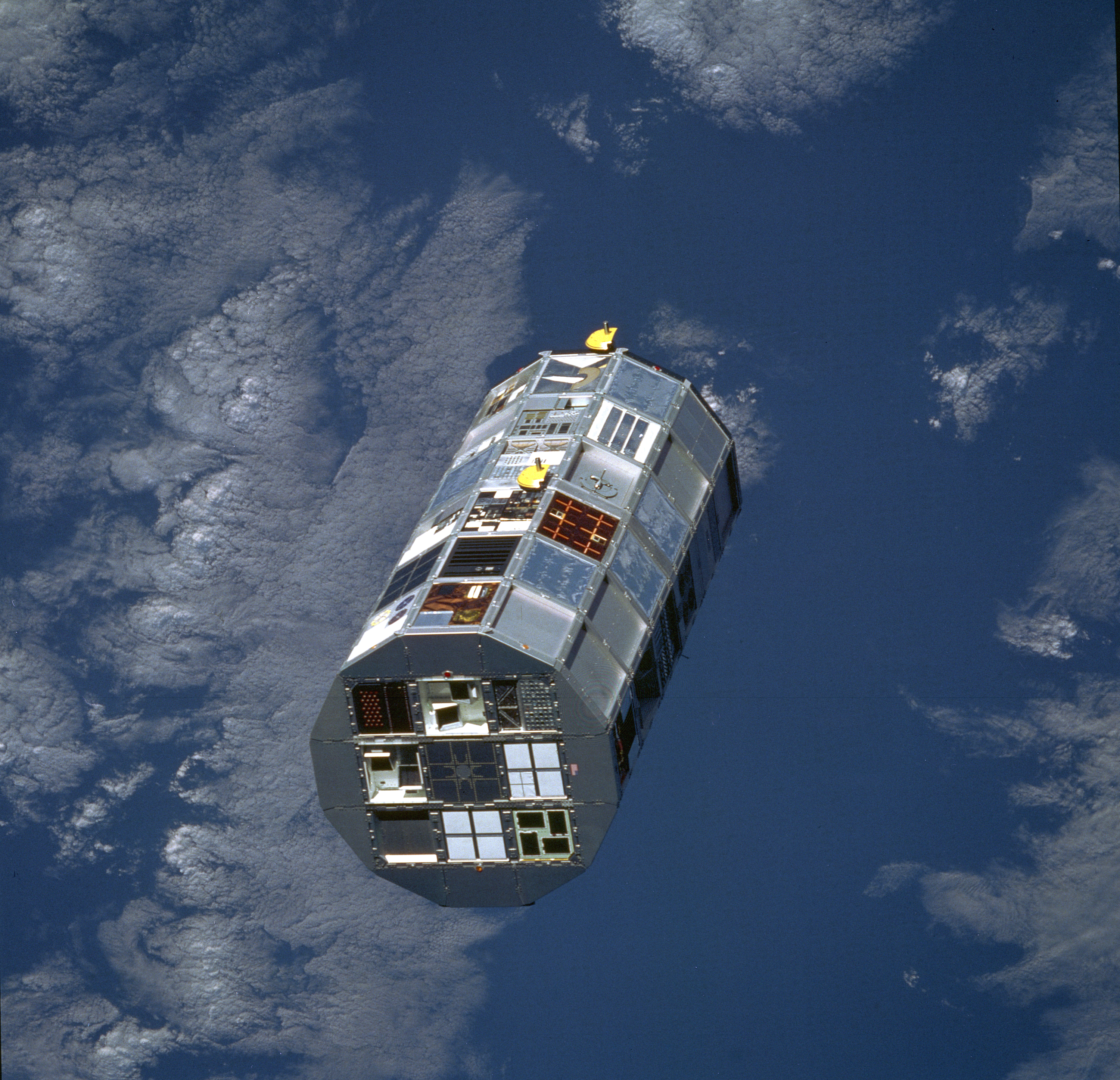
The Long Duration Exposure Facility (LDEF) a été conçue par le Marshall Space Flight Center (MSFC) pour tester les performances des matériaux, composants et systèmes des engins spatiaux qui ont été exposés à l'environnement des micrométéorites et des débris spatiaux pendant une période prolongée.

Les matériaux adaptés au vide ont des propriétés particulières qui permettent de les utiliser dans les applications du génie du vide et dans les applications d'ingénierie spatiale. Ces matériaux sont caractérisés en général par de faibles taux de dégazage sous vide et une grande tolérance aux températures nécessaires pour un étuvage .